# Flash Moda
Flash Moda (anteriormente Solo moda) es un programa de televisión español presentado por Nieves Álvarez y emitido en La 2 de Televisión Española. Entre 2011 y 2012, el programa se emitió en La 2 con Jesús María Montes-Fernández como presentador. Entre 2012 y 2022 lo hizo en La 1, volviendo a La 2 en su undécima temporada.

## Historia
La 2 de Televisión Española estrenó el sábado 2 de julio de 2011 Sólo moda. El programa, presentado por Jesús María Montes-Fernández, se emitía todos los sábados a las 18:00 horas.
Tras el éxito cosechado durante su primera temporada, el formato pasó a emitirse en La 1 desde el 30 de junio de 2012. Así, el espacio contó también con un nuevo formato y amplió sus contenidos, cambió su horario (a las 14:00 horas), dobló sus emisiones (sábados y domingos) y siguió contando con la colaboración de Jesús María Montes-Fernández, director del programa. No obstante, él dejó de ser su presentador en favor de la modelo Nieves Álvarez.
Por su parte, La 2 continúa ofreciendo el programa pero con el nombre Solo moda monográficos. El espacio de media hora de duración, que se ofrece una vez al mes, analiza la vida personal y profesional de alguna personalidad importante y conocida tanto nacional como internacionalmente.
A mediados del mes de julio de 2014 el Tribunal de Justicia condenó al espacio de Televisión Española tras una demanda interpuesta por Grupo Prisa debido a la marca de registro que le dio la razón. El programa debía cambiar de nombre pues la marca es propiedad del grupo audiovisual que tiene registrado ese título junto otro más variados desde el 9 de junio de 2011, aunque la información sobre los registros no se hizo pública hasta un mes después. A razón del pleito perdido, en septiembre de 2014, el formato de moda estrenó nueva temporada y marca que pasó a nombrarse Flash moda.
El 30 de junio de 2024 celebró su 12º aniversario con un programa especial en el que colaboraron entre otros, Elsa Pataky, Isabel Marant y Nicole Wallace. 

## Formato
El programa es un espacio de reportajes monográficos de los grandes nombres de la alta costura y el prèt-â-porter nacional e internacional, ofreciendo una semblanza de los diseñadores y dando cuenta de su relevancia en el universo de la moda. Así, los espectadores pueden conocer las últimas tendencias, las claves de la temporada, los secretos de la Alta Costura, el estilo de vida y la ropa que está más de moda en la calle. Por otra parte, Solo moda también da la oportunidad de conocer tanto a los modistas más consagrados como a los jóvenes talentos que intentan adentrarse en el difícil mundo del diseño. Las cantantes y las actrices serán parte del contenido habitual del espacio.
El formato, además, tiene unas secciones fijas: una mirada al pasado, el diccionario de la moda, las entrevistas de autor que hará el director, las imágenes Street Style del momento y la decoración de casas de algunos de los personajes más elegantes del país.

## Premios y otros reconocimientos
- Premio Nacional de la Moda 2015 en la categoría de Comunicación, que concede el Ministerio de Industria, Energía y Turismo, entregado por la Reina Letizia en 2016. [13]
- Homenaje de la Mercedes-Benz Fashion Week Madrid 2018 a su director, el periodista, Jesús María Montes-Fernández, por los 25 años dedicados difundir y apoyar la moda.  [14] Y en 2019, recibió también el homenaje de la Valmont Barcelona Bridal Fashion Week. [15]
- Premio Triángulo de la Moda 2021, al director de Flash Moda, Jesús María Montes-Fernández. Lo concede anualmente, el Triángulo de la Moda, colectivo madrileño de fabricantes y mayoristas de moda, accesorios y bisutería. [16]
- Premio Madrid Craft Week Comunicación 2024, por "ser plataforma esencial para la moda y el diseño en nuestro país”. Concedido anualmente en el marco de la Madrid Craft Week, feria de artesanía que reúne a comercios de moda, decoración, arte y gastronomía.  [17]